# Ian Ashworth
Ian Ashworth (* 30. April 1987) ist ein südafrikanischer Eishockeyspieler, der seit 2010 bei den Johannesburg Wildcats in der Gauteng Province Hockey League spielt.

## Karriere
Ian Ashworth spielte im Juniorenbereich für die Krugersdorp Wildcats und die Johannesburg Scorpions. Seit 2010 steht er bei den Johannesburg Wildcats in der Gauteng Province Hockey League, einer der regionalen Eishockeyligen, deren Sieger um den südafrikanischen Meistertitel spielen, unter Vertrag.

### International
Ashworth stand bereits bei den U18-Weltmeisterschaften 2003 und 2005 in der Division II und 2004 in der Division III sowie bei den U20-Weltmeisterschaften 2003 und 2004 in der Division II und 2005 in der Division III für sein Heimatland auf dem Eis.
In der Herren-Nationalmannschaft debütierte er als erst 16-Jähriger bei der Weltmeisterschaft 2004 in der Division II. Erst sieben Jahre später wurde er bei der Division-III-WM 2011 in Kapstadt erneut eingesetzt und stieg mit seiner Mannschaft als Zweiter hinter Israel in die Division II auf. Er selbst wurde zum besten Spieler seiner Mannschaft gewählt. Weltmeisterschaft 2014 und 2015 spielte er erneut in der Division II.

## Erfolge und Auszeichnungen
- 2004 Aufstieg in die Division II bei der U18-Weltmeisterschaft der Division III
- 2011 Aufstieg in die Division II, Gruppe B, bei der Weltmeisterschaft der Division III